# مارك أنتوني غونزاليس
مارك أنتوني غونزاليس (9 سبتمبر 1994 بتورونتو في كندا - ) هو لاعب كرة قدم كندي في مركز الهجوم.

## وصلات خارجية
- مارك أنتوني غونزاليس على موقع قاعدة بيانات كرة القدم.إي يو (الإنجليزية)
- مارك أنتوني غونزاليس على موقع Soccerway.com (الإنجليزية)